# Acasta fenestrata
Acasta fenestrata is een zeepokkensoort uit de familie van de Archaeobalanidae.